# Ectropis consonaria
Ectropis consonaria là một loài bướm đêm trong họ Geometridae.